# アヘンチンキ
アヘンチンキ (laudanum、opium tincture、阿片丁幾) はアヘン末をエタノールに浸出させたものである。アヘンのアルカロイドのほぼすべてを含んでおり、その中にはモルヒネやコデインも含まれる。モルヒネが高い濃度で含まれているため、アヘンチンキは歴史的に様々な病気の治療に使われたが、主な用法は鎮痛と咳止めだった。20世紀初頭まで、アヘンチンキは処方箋なしで買える場合もあり、多くの売薬の構成物質であったが、常習性が強いため、現在では世界の多くの地域で厳しく制限され、管理されている。現在では一般的に下痢の治療や、ヘロインや他のオピオイドの常習癖がある母親から生まれた子供の、新生児薬物離脱症候群を和らげるために用いられる。
一部のヨーロッパ文化人もこれを愛用したといわれる。中国をはじめとするアジアでの、喫煙によるアヘン摂取と違い、アヘンチンキは腸を経由するため、常習性はあったものの、廃人となるようなことはそう多くなかった。
英語圏ではローダナムとも呼ばれるが、現在の医学ではアヘンチンキの名称を用いることが多い。ローダナムという名前を与えたのはパラケルススで、その後時を経るにしたがって何種類かの処方のローダナムが誕生した。

## 歴史

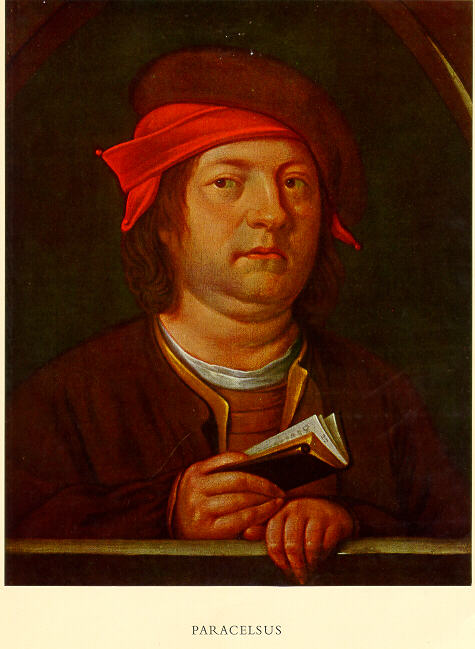
パラケルスス

16世紀に、スイスのドイツ語圏の錬金術師パラケルススが、アヘンのアルカロイドが、水よりもアルコールの方によく溶けることを発見した。アヘンを様々な方法で調合して試してみたところ、パラケルススは特定のチンキにアヘンを混ぜたものが、鎮痛に大きな効果があることに気付いた。パラケルススはこの薬剤をローダナムと呼んだ、これはラテン語の「ローダレ」、称賛するという言葉から来ている 。実のところ、ローダナムはアヘンとアルコールの混成物ならどのような調剤のものでもそう呼ばれた。パラケルススの調合したローダナムは、その後の17世紀に発明されたものとはかなり異なった基準で、しかも17世紀のものよりも優れていた。パラケルススのものはアヘン、砕いた真珠、麝香、琥珀、その他の物質が交ぜてあった 。ある調査によれば、1618年に出版されたLondon Pharmacoepoeia には、アヘンでの丸薬の製法が付記されており、サフラン、ビーバー香、竜涎香、麝香、ナツメグを混ぜるとある。
アヘンチンキの存在は1660年代まであまり知られていなかった。イングランドの医師トマス・シデナムが独自のアヘンチンキを調合してやはりローダナムと名付けたが、パラケルススのものとは実質的に異なっていた。1676年、シデナムは独創性に富む著書Medical Observations Concerning the History and Cure of Acute Diseasesを発表し、その中で彼の調合したアヘンチンキを勧め、さまざまな病気への治療に用いるよう主張した。18世紀には、アヘンとローダナムの薬品としての特性は広く知られるところとなり、ジョン・ジョーンズやジョン・ブラウン、ジョージ・ヤングと言った医師たち、ヤングの表した包括的な医学書であるTreatise on Opiumではローダナムの効能をたたえており、慢性または軽症の病気の場合には、実際に治療に用いるように勧めている 。アヘン、そして1820年以降はモルヒネもあらゆる物、たとえば水銀、大麻、カイエンヌペッパー、エーテル、クロロフォルム、ベラドンナ、ウイスキー、ワインそしてブランデーとまで混合された。
とある調査にこうある。「一時的なものであれ、咳や下痢や痛みを和らげる薬がなぜ一般受けするかを理解するには、その時代のでの生活がどのようなものであったかを考えなければならない」1850年代には、「コレラや赤痢が様々な地域で蔓延し、罹患者は下痢による衰弱でしばしば命を落とした」「また、浮腫や結核、マラリアそしてリューマチも一般に見られた」

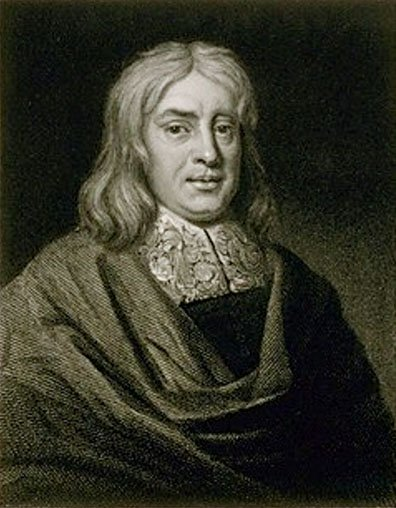
トマス・シデナム

19世紀には、アヘンチンキは「痛みを和らげ、安眠でき、苛立ちを鎮め、過剰な分泌を阻止し、神経系統を支え…そして催眠剤としての」特効薬として使われており、万能薬のような用いられ方をしていた。その当時の限られた薬種の中で、そのためアヘンの派生物は、有効で入手しやすい治療方法の一つであった。アヘンチンキは風邪から髄膜炎、そして循環器の病気に至るまで、大人子供を問わず広く処方された。鎮痛剤、鎮咳剤、止瀉剤として有名だったが、さらに結核、熱病、百日咳、コレラといった伝染病や各種神経症の治療にも用いられた。18、19世紀には、診察料が高額であったため、一般人はなかなか内科医にかかれなかったのである。黄熱病の流行時にも用いられた。数多くのヴィクトリア朝の女性たちは、月経困難や正体のわからない痛みにはアヘンチンキを処方された。また看護師は子供たちにアヘンチンキをスプーンで飲ませた。ロマン主義の時代、そしてヴィクトリア朝は、ヨーロッパとアメリカにアヘンチンキが広まった時期でもあった。アヘンチンキは当初は労働者階級の薬であり、一瓶のジンやワインよりも安かった。それは法的に薬品としての待遇を受けていて、アルコール飲料としての課税がなされなかったからである。
しかし1868年にイギリスで薬事法が成立し、アヘンが規制の対象となった。これにより、薬店の国家登録が定められ、登録された薬屋と正規の医師のみにアヘンの販売権が与えられ、それまでのように、一般の店で販売することが禁止された。また、アヘンをはじめ砒素などの15種類の毒物を規制対象に指定し、販売規定を細かく定めた。こういった毒物を入れる箱や瓶、包装紙などに、商品名と共に毒物（poison）であることと、販売人、販売人の住所氏名を必ず記さねばならなくなった。さらにこの15種類の毒物は第1種と第2種に分けられ、第1種に分類された毒物はさらに厳重に規制された。それは、販売年月日、購入者の住所氏名、販売量、使用目的等を専用帳簿に記録し、さらにその上で、購入者の署名を取ると言ったもので、これに違反すると20ポンド以下の罰金に処せられた。

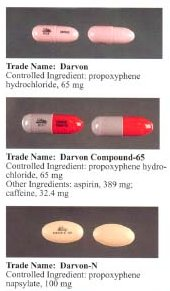
プロポキシフェン

20世紀初頭になって、アヘンの常習性が広く知れ渡るにつれて、アヘンチンキを含むあらゆる種類の麻薬の制限が拡大し、特殊効能のある薬は、その混成物の内容がはっきりしないため集中砲火を浴びた 。アメリカでは、1906年の純正食品薬事法により、アルコール、コカイン、ヘロイン、モルヒネ、大麻を含む一部の特定の薬品は、内容物と使用量を表示することになった。以前から多くの薬品が、正体不明の中身や誤解を招く表示で、特許医薬品として販売されていたのである。コカイン、ヘロイン、大麻、そしてその他のこの手の薬品は、表示がある限り処方箋なしでも合法的に手に入っていた。表示が義務付けられるようになってからは、アヘンを含む薬品の販売は全売り上げの33パーセントにまで落ち込んだと見積もられている 。1906年にはイギリス、1908年にはカナダで、内容物の公表と麻薬成分の制限を制定する法律が施行された。
1914年にハリソン麻薬税法により、アメリカではアヘンチンキを含むアヘン剤、そしてコカの派生物の製造や供給は制限された。その後1916年にフランスでLoi des stupéfiants（麻薬法）が、1920年にイギリスで危険薬物法が制定された。しかしアヘンチンキは薬剤師や医師の用命は定期的に受けていた。
20世紀の半ばに向けて、鎮痛剤としてのアヘン剤の使用は全体的に制限がかかり、アヘンはもはや医学的に万能薬としては受け入れられなくなった。さらに、製薬会社が、プロポキシフェンやオキシモルホン、オキシコドンのような様々なアヘン様合成鎮痛剤を作るようになった。これらの合成麻酔薬は、コカインやモルヒネ共々、アヘンチンキより好ましいとされた。それというのも、混合物としてのアヘンチンキはなく、アヘンのみで様々な種類の痛みに処方され、アヘンのアルカロイドのほぼすべてを含有していたからである。その後、鎮痛剤としてのアヘンは大部分が用いられなくなった。鎮痛剤の主流がモルヒネとなったためで、モルヒネはそれ自体が鎮痛の役割を果たした。アヘンチンキがモルヒネ単体よりも鎮痛効果でまさるという医学的根拠はなくなったのである。
1970年、アメリカは統一物質規正法を採用した。これによりをアヘンチンキが規正物質（9630号）と定められて、より多くの制約がかかるようになった。。
20世紀の末までには、アヘンチンキの使用はもっぱら重症の下痢を治療する目的のみとなった。現在の処方では、アメリカではアヘンチンキの唯一の効能は下痢止めとしてのものであるが、今も時によっては、適応外の（アメリカ食品医薬品局（FDA）による承認が得られていない疾患または病態に対する治療法として、合法的に使用することを示す用語）処方が、痛みや新生児薬物症候離脱群の治療に使われている。

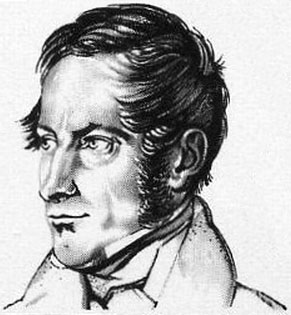
フランツ・フォン・シーボルト

日本においては、約500年前で中国経由でアヘンが伝わったとされるが、中国のようにアヘンを喫煙によって摂取する習慣は伝わらなかったようである。また当時の漢方医学では全く用いられておらず、江戸時代に民間医療書である「普救類方」に、胃の調子がおかしいときに「罌粟殻（けしのから）を水にて煎じて飲む」とあり、ケシが薬用に供されていた。しかし、アヘンを採取していたかどうかははっきりせず、恐らく日本におけるアヘンはオランダ人から持ち込まれたものが、日本人の蘭方医に伝わったとされる。シーボルトは眼病の治療のために、ベラドンナエキスや塩酸重土（塩化バリウム）とアヘンチンキを調合しており、癌摘出手術の術後治療にも用いているまた、1858年（安政5年）に中国経由で入港中の米軍艦ミシシッピー号、（ペリー艦隊4隻中の1隻）の、コレラに罹患した乗組員がもとでコレラが長崎に大流行し、ポンペと長崎養生所（医学伝習所）がこれを治療した際に、アヘンとキニーネを用いている。

### 様々な処方
史料によれば、アヘンチンキの種類にはパラケルスス、トマス・シデナムtinctura opii crocata、ベンゾイック・ローダナムtinctura opii benzoicaそして臭気なしのアヘンチンキ（現在ではこれが最も一般的）その他に分類されるものがある。この史料には、量をふやしたり、有効成分、たとえばサフランや砂糖やオイゲノールを加えたものもあり、それによって薬効（鎮静や鎮咳の効果）が軽減されることもあった。

## 現代のアヘンチンキの取り扱い

### アメリカ合衆国

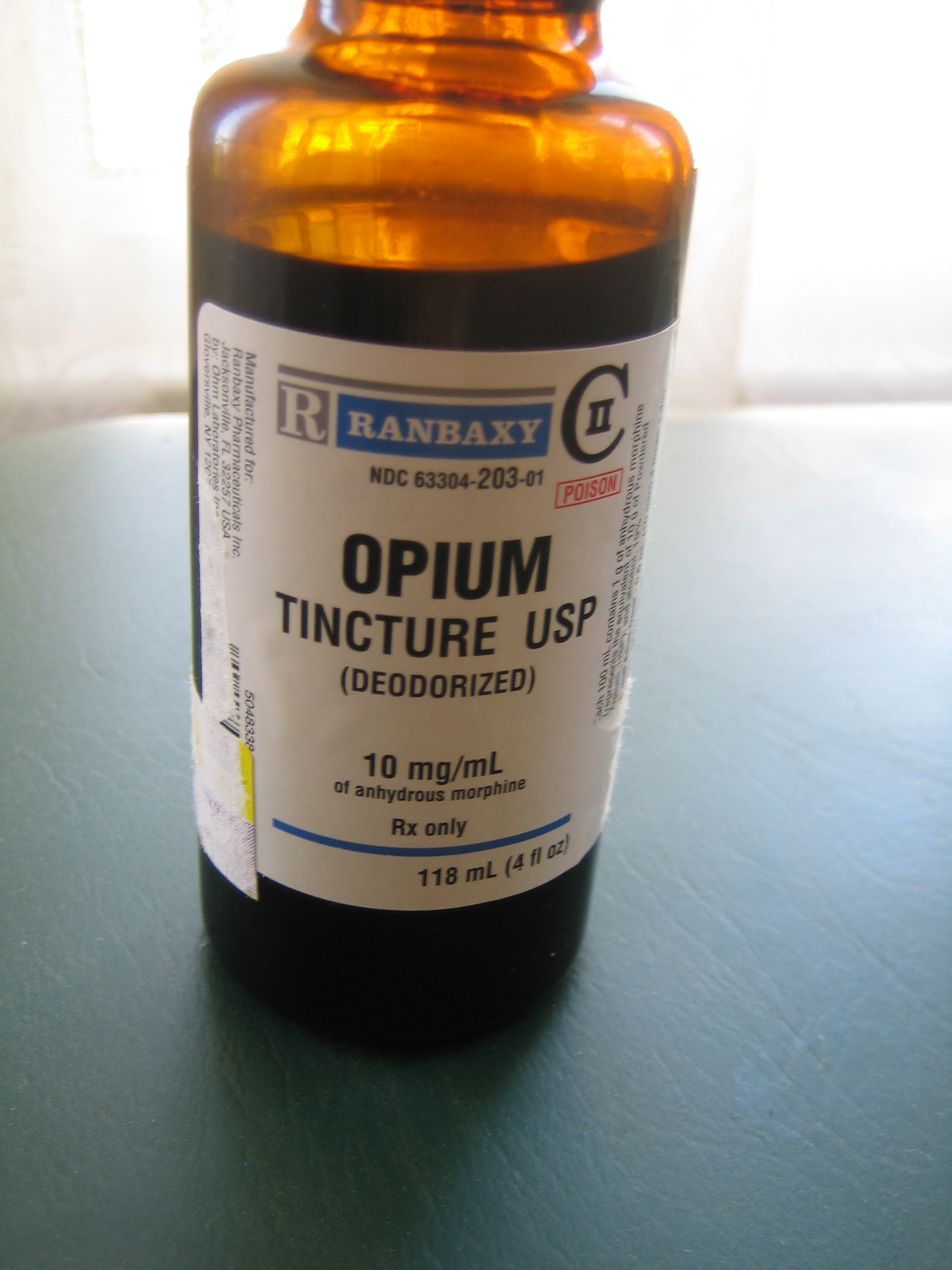
ラベル右上にPOISONと記載されたアヘンチンキの瓶

アヘンチンキはアメリカでは処方箋があれば手に入るが、規制物質法のスケジュールII薬物に定められている。
アメリカでは、アヘンチンキは市場に出回り、何社かの製薬会社が供給していて、それぞれの会社が臭気を抜いた単一の製品を出している。これらのアヘンチンキは、10ミリリットルにつき10ミリグラムの無水モルヒネが含まれており、他にノスカピンを含むアヘンアルカロイドが含まれ、19パーセントがエタノールとなっている。
アヘンチンキは米国食品医薬品局（FDA）に定められた、無許可の薬品として知られており、1938年連邦食品・医薬品・化粧品法に先立って販売されているため、現在でも販売が認められている。この法律の適用を受けていないため、FDAの厳しい評価や承認の過程を経ることはなかった。それにもかかわらず、FDAは綿密にアヘンチンキの表示を調べている。アヘンチンキの瓶は、FDAによって鮮やかな赤で毒物（POISON）と記載されていなければならず、この表示によって薬の効能がわかり、過剰に飲みすぎているかどうかもわかる。アヘンチンキが未承認薬であるにもかかわらず、FDAのサイトでは今のところ、表面的にはアヘンチンキを禁止したり使用を制限しようとはしていない。実際FDAは患者や開業医のためにアヘンチンキの教育を行っている、しかし、2009年年末の製薬会社への、アヘンチンキについての警告書には、FDAは「未承認薬に関することで、貴社がアヘンチンキUSP（無臭の10ミリグラムまたは10ミリリットルのアヘンチンキ）を作り、処方箋を配布していることがわかった。FDAの情報によると、この薬品の製造に当たって、FDAの承認した記録による適用がなされていない」とある。この警告はFDAがアヘンチンキを禁止する方向に向かう手段であるとも、また最低でもFDAの規程内の枠組みに入れるよう求めるのではないかと考えられる。

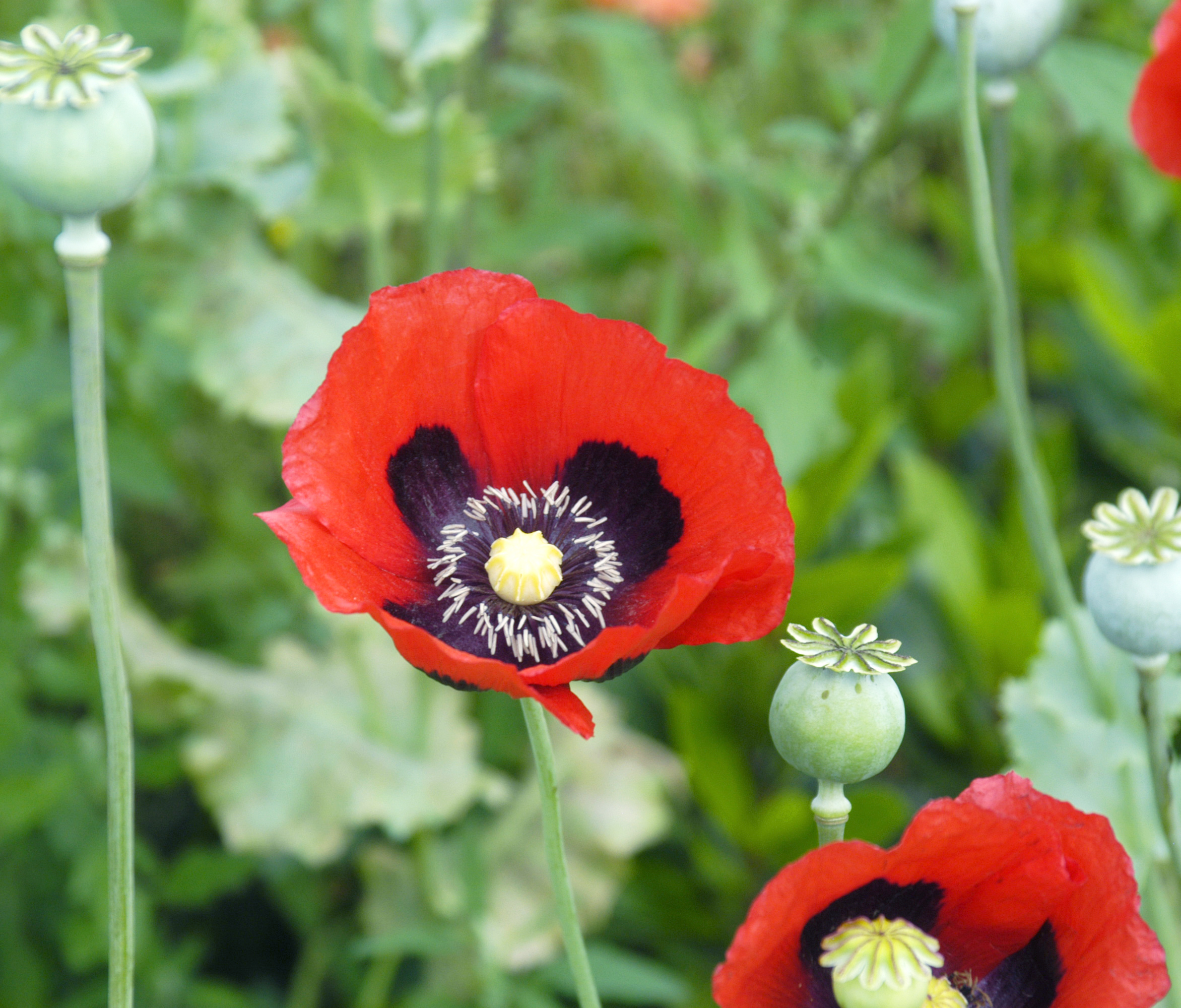
アヘンを取るアヘンゲシの一種

### イギリス
イギリスの薬局方ではアヘンチンキは、Tincture of Opium, B.P., Laudanum, Thebaic Tincture,Tinctura Thebaicaといったものに該当し、無水モルヒネがw/v1パーセント含まれるように調整されている。1971年薬物乱用法制定でクラスAの薬物に指定されており、少なくともマクファーラン・スミス1社が今もイギリス国内でアヘンチンキを作っている。

### 日本
日本では現在武田薬品工業、第一三共が販売を行っている。アヘンチンキは劇薬及び麻薬に指定されており、医師の処方箋がないと入手できない。主に激しい下痢や痛みを止めるために用いられる。すい臓がんの手術後、一般の止痢剤で下痢が止まらない場合はアヘンチンキを使用する。国内では麻薬及び向精神薬取締法とあへん法が、アヘンやヘロインの使用や所持のみならず、原料のケシの栽培そのものを禁止している。
日本において、あへんの輸入はあへん法に基づき、あへん供給確保事業により、インド政府および国内けし耕作者より購入していた。しかし、近年ではモルヒネ系の薬剤の多くがけしがら濃縮物(CPM)から製造されていることから、あへんの輸入は平成30年度より終了した。あへん系薬剤のうち、CPMから製造可能な製品は引き続き販売が継続されるが、あへんを出発原料とする薬剤は、現在の原料あへんの在庫が消尽した後は、製造が不可能となる。これに伴い、アヘンチンキやアヘン末など、あへんを原料とした薬剤の販売中止が武田薬品工業から2024年1月にアナウンスされ、2026年3月には経過措置満了に伴い処方薬としての薬価削除となる予定である。

## 用法と用量
以下は、日本薬局方における用法である。
アヘン末の35vol％エタノール浸出液であり、モルヒネ0.93〜1.07w/v％を含有する暗赤褐色の液体で、経口で摂取する。日本薬局方アヘンチンキは劇薬及び麻薬に指定されており、医師の処方箋がないと入手できない。また、下記のような規定がある。
効能・効果
激しい下痢や手術後の腸管蠕動運動を抑える、また激しい痛みや咳を抑える。
使用上の注意
心機能や呼吸機能、肝臓や腎臓に機能障害を持つ患者やショック状態にある患者、薬物依存症の既往歴がある患者、高齢者や小児には慎重に投与する。また体が衰弱している患者も同様である。重い炎症性腸疾患の患者への投与も気をつけないと、巨大結腸症の恐れがある。気管支喘息や急性アルコール中毒の患者、出血性大腸炎の患者には用いないこと。細菌性下痢の患者への投与も慎重を要する。
相互作用
エタノールが含まれているため、ジスルフィラム、シアナミド、カルモフール、プロカルジバン塩酸塩との併用で顔面紅潮、頻脈、多汗などのアルコール反応を起こす可能性があるため、これらの薬剤とは併用しないこと。また、セフェム系抗生物質やメトロニダゾールでも同様のことが起きる可能性がある。中枢神経抑制剤、吸入麻酔剤、モノアミン酸化酵素阻害薬、三環系抗うつ剤、β-遮断剤、アルコールと併用すると呼吸抑制や低血圧、昏睡を起こすことがある。
副作用
重大なものとして薬物依存、呼吸抑制、せん妄、気管支痙攣、喉頭浮腫などが起こる可能性がある。また炎症性腸疾患の患者の場合、麻痺性イレウスや中毒性巨大結腸の可能性もある。
それ以外にも不整脈や神経系眠気、眩暈、興奮や発汗、消化器悪心や便秘、発疹、排尿障害などを起こすことがある。妊婦や妊娠の可能性がある女性には、治療上の有益性がアヘンチンキ投与のリスクより大きい場合にのみ投与する。また、授乳中の女性への投与は避ける。
過量投与
呼吸抑制や意識不明、血圧低下、嗜眠、心拍数減少、縮瞳などが起きることがある。
薬効薬理
主成分のモルヒネのほか、パパベリン、ノスカピン、コデイン等の各種アルカロイドを含んでいる。主成分のモルヒネは鎮痛や鎮静、止瀉の作用があり、パパベリンは鎮痙（けいれんを緩め、またけいれんによる内臓痛を取り除く）作用がある。副アルカロイドのノスカピンは、モルヒネの作用を増強する。
貯蔵
室温による保存。開封後は光に当てず密栓して保存する。
薬物依存を生じる可能性があるため、十分患者の様子を見たうえで慎重に投与しなければならない。眠気、眩暈を起こす可能性があるため、投与中の患者には自動車の運転や、危険を伴う機械の操作には従事させてはいけない。

アヘンチンキは麻薬に指定されているため投与日数は14日分が限度である。

## アヘンチンキを用いた時代と著名人

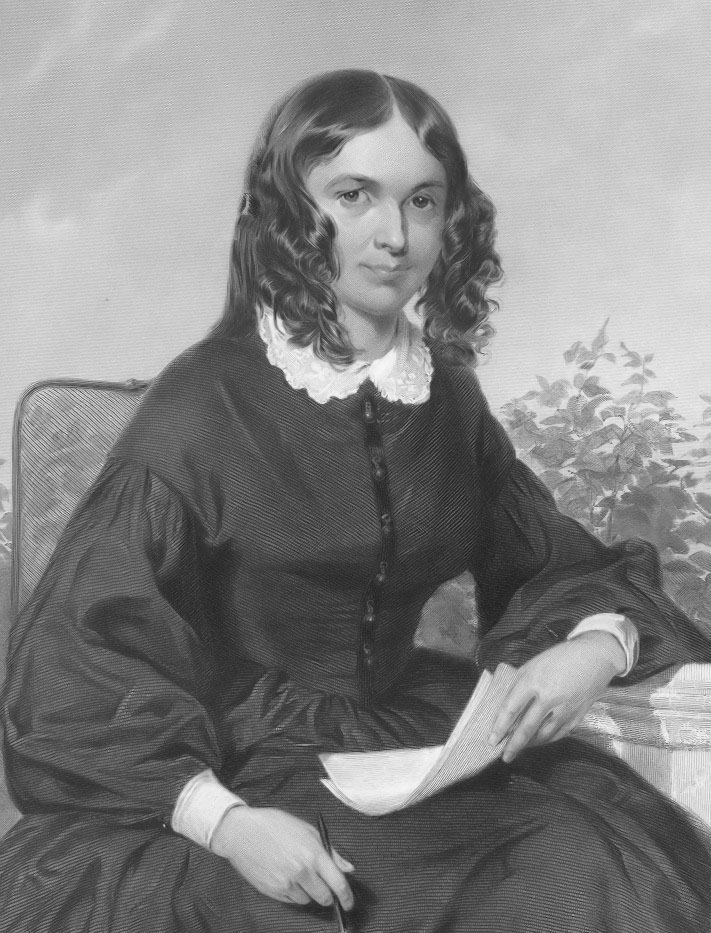
エリザベス・バレット・ブラウニング

ヨーロッパではアヘンチンキを経口で服用してきたが、東南アジアや中国では喫煙での摂取が主流であった。喫煙の場合は中枢神経系に集中的に吸収されてしかも速効性であった。一方、経口では腸管吸収を経るため、アルカロイドが途中で代謝される場合が多く、遅効性であった。このためアジアの方がアヘンによって廃人となる人々が多かったと考えられる。
有名人にもアヘンチンキの愛好者が多かった。たとえば、アメリカ合衆国大統領エイブラハム・リンカーンの妻メアリー・トッド・リンカーンはアヘンチンキの常用者であり、イギリスの詩人サミュエル・テイラー・コールリッジも同様であった。詩人キーツや女流詩人であるエリザベス・バレット・ブラウニングもアヘンチンキの愛好者であったが、彼女の場合は、幼児期にわずらったカリエスの後遺症を治す目的があったといわれ、詩人としての活動には逆に幸いした。一方、アヘンのもつ魔力に溺れた人物もいた。トマス・ド・クインシーで、自らのアヘン体験記である"Confessions of an English Opium-eater（邦訳：英吉利阿片服用者の告白）"を1822年に発表している。元々クインシーは歯痛を抑えるためにアヘンを使っていたが、この書物はその後反響を呼び、詩人をはじめ芸術家に多大な影響を与えた。
一方で、画家で詩人のダンテ・ゲイブリエル・ロセッティは、精神錯乱の末アヘンチンキを多用して自殺したといわれる。また日本では、また、幕末から明治にかけての医師で、後に北海道に開拓民として移住した関寛斎がアヘンチンキをあおって自殺している。

## アヘンチンキが登場する映像作品

### 映画
- ワイアット・アープ
- フロム・ヘル
- アメイジング・グレイス
主人公ウィリアム・ウィルバーフォースが、奴隷貿易廃止法案を巡る様々なストレスから体調を崩し、アヘンチンキを常用する。
- ゴシック
- クララ・シューマン 愛の協奏曲
主人公クララの夫ロベルト・シューマンが、持病の頭痛によりアヘンチンキを服用する[39]。
- トマホーク ガンマンvs食人族
- ウィンチェスターハウス～アメリカで最も呪われた屋敷～

### TVドラマ
- ホーンブロワー 海の勇者
第5話『反乱』（Mutiny）で、艦内で頭部を強打し、人事不省に陥った艦長が軍医からアヘンチンキを処方される。
- ボードウォーク・エンパイア 欲望の街
第1シーズン第4話『目覚めた女』、第5話『バリーグランの夜に』で顔面を切られた女が痛み止めのアヘンチンキをジュースに入れて飲む。